# 吳珝陽
吳珝陽（英文：Duke Wu，1989年7月4日—），臺灣男演員。身高188公分，巨蟹座，淡江大學建築學碩士畢業，現為伊林娛樂旗下模特兒、藝人，2013年時演出《PMAM》打開知名度。

## 生平
淡江大學建築學碩士畢業。以中國貴州衛視男女相親交友節目《非常完美》中的少數台灣男嘉賓廣為人知。
直到研究所畢業後才全職投入影視工作；近期積極朝戲劇發展。2017年更名為吳珝陽。2023年更名回吳承璟。

## 演出作品

### 電視經歷
| 年份   | 頻道                                | 劇名                     | 飾演       |
| ------ | ----------------------------------- | ------------------------ | ---------- |
| 2013年 | 中天綜合台                          | 《PMAM》                 | Duke       |
| 2013年 | 中視                                | 《女王的誕生》           | 客串模特兒 |
| 2015年 | 公視                                | 《一克拉的室友》         |            |
| 2015年 | 酷瞧                                | 《恐怖高校劇場-嬰靈篇》  |            |
| 2016年 | 三立都會台、東森綜合台              | 《1989一念間》           | 客串       |
| 2016年 | 網路劇                              | 《重返艾澤拉斯》         |            |
| 2016年 | PPTV、LINE TV、東森超視、東森綜合台 | 《惡作劇之吻》           | 杜亞鈞     |
| 2016年 | 中視、中天綜合台                    | 《美好年代》             | 簡仁邦     |
| 2017年 | CHOCO TV                            | 《HIStory1：離我遠一點》 | 程清       |
| 2018年 | 中天綜合台                          | 《阿青，回家了》         | 反廢死立委 |
| 2018年 | 台視、八大戲劇台、八大綜合台        | 《前男友不是人》         | 黎寶貝     |
| 2019年 | 台視、八大戲劇台、八大綜合台        | 《我是顧家男》           | 梁志希     |
| 2019年 | LINE TV、八大綜合台                 | 《靈異街11號》           | 黃威倫     |
| 2019年 | 緯來電影台                          | 《萬德浮史貝斯》         | 啊祥       |
| 2019年 | LINE TV                             | 《HIStory3：那一天》     | 程清       |
| 2020年 | TVBS歡樂台、愛奇藝台灣站            | 《墜愛》                 | 丁顯揚     |

### 節目經歷
- 20130915《非常完美》
- 20130720《超級歌喉贊》
- 20140102《女人我最大》
- 20180306《麻辣天后傳》
- 20180406《麻辣天后傳》
- 20220330《小姐不熙娣》
- 20220409《來吧！營業中》
- 20220724《全明星運動會》第四季 藍隊成員（10月2日宣布因傷退賽）[1]

### 雜誌經歷
- FHM雜誌-服裝單元
- 愛女生雜誌-約會穿搭單元
- 時報週刊-服裝單元
- 茱蒂婚紗目錄
- Lativ網路目錄

### 品牌經歷
- BLUE WAY 地藏小王（页面存档备份，存于）

### 秀場經歷
- Lanvin
- HAZZYS
- TIS-香港設計師走秀
- 徐秋宜
- 嘉裕西服
- Uniqlo
- Nike Fashion Show
- 2013台南流行時尚設計競賽

## 外部連結
- 吳珝陽的新浪微博
- 吳珝陽的Instagram帳戶

1. ↑  . （原始内容存档于2022-12-04）.